# Милица Ђурић-Топаловић
Милица Ђурић—Топаловић (Београд, 1. август 1893 — Беч, 10. април 1972), новинарка, професор Универзитета у Београду, борац за женска права, једна од првих жена-социјалиста у Србији и супруга политичара Живка Топаловића.

## Биографија
Милица Ђурић рођена је у Београду 1. августа 1893. године од оца Јанићија и мајке Јелене. Основну школу и гимназију завршила је у Београду. Уписује се на факултет и дипломира филозофске-педагошке и биолошке науке. После завршених студије одлази у Женеву где уписује Универзитет и студира још три године економско-социолошке науке. Након тога у Институту Жан Жак Русоа (Jean Jacques Rousseau) студира педагошке системе и психолошке науке. Докторирала је на тему Проблеми и методи васпитања одраслих.
После завршеног школовања Милица је била суплент, а затим професор гимназије у Битољу. Након тога била је професор Друге женске, Треће женске и Четврте мушке гимназије у Београду. Професор Женске учитељске школе и асистент Општег педагошког смера Универзитета у Београду. Она је основала овај смер заједно са професором Миланом Шевићем.
Породица Милице Ђурић била је политички конзервативна, напредњачко-либералних идеја. Били су сви виши чиновници и официри те им је ондашње време давало и политичко опредељење.
У седмом разреду гимназије Милица се дефинитивно опредељује за социјализам. Присуствује Балканској социјалистичкој конференцији у Београду и придружује се Секретеријату жена социјалиста. Као гимназијалка 1911. године, постала је уредник првог женског политичког листа на Балкану Једнакост и уређује га са прекидима све до 1919. године, када га преузимају југословенски комунисти.
Након тога, заједно са др Владисављевићем оснива дечију групу Будућност и уређује лист за децу Будућност. Била је секретар Централног секретеријата жена социјалиста Србије, као и стални сарадник Радничких новина. Сарадник часописа Борба постаје 1914. године, а исте те године почиње и њен рад у синдикатима и то као сарадник и референт у синдикалним листовима. Исте године водила је и тромесечни штрајк текстилних радника у Лесковцу.
На почетку Првог светског рата, Милица је преузела акцију за доношење Закона о помагању породица војних обвезника преко повереница Централног савеза жена социјалиста. Захваљујући акцији жена са Милицом на челу усвојен је Предлог закона за помагање породица војних обвезника.
Након Првог светског рата, од 1918. године Милица Ђурић била је стални члан редакције Радничких новина, затим је изабрана за секретара Централног секретаријата жена социјалиста, била је уредник Једнакости. После Вуковарског конгреса и расцепа унутар Комунистичке партије Југославије (КПЈ), 1920. године, определила се за центрумаше и крајем године потписала Манифест опозиције Комунистичке партије Југославије, због чега је заједно са осталим потписницима Манифеста искључена из Комунистичке партије Југославије. Године 1921. је била изабрана у Привремени секретаријат жена социјалиста и руководила овом организацијом. Истицала се у борби против Комунистичке партије Југославије.
У Београду је била члан Суда добрих људи заједно са фабричком радницом Софијом Леви. Написала је писмо Клари Цеткин о положају Србије и потребе за њену независност и ослобођење. Клара Цеткин је објавила то писмо у листу немачких жена социјалиста Једнакост (Gleicheit). То је Милици дoнело велике непријатности.
У периоду од 1929. године па све до 1941. године била је секретар Централе за радничко васпитање. Она је оснивач и директор Радничког универзитета првог у Југославији, као и синдикалне школе. У сарадњи са Радничком комором и Централним секретаријатом подиже дечија летовалишта, међу којима је летовалиште на Авали, отворено 20. јула 1932. године. Затим су отворена летовалишта на Венцу, Фрушкој гори, Козлијама и Прењу.
За време окупације земље, крајем 1943. године, заједно са супругом Живком Топаловићем успоставила је контакте са четничким покретом. Потом су прешли у Штаб Драгољуба Михаиловића, одакле су маја 1944. отишли у Бари, у Италију у дипломатску мисију. После завршетка рата, били су ухапшени, али нису предати југословенским властима, већ су протерани у Француску.
Заједно са супругом Живком Топаловићем 1963. године настанила се у Бечу, у Аустрији. Фебруара месеца 1972. године умире њен супруг, а недуго затим 10. априла 1972. године у болници у Бечу умире и Милица. Обоје су били сахрањени на Бечком гробљу, а после извесног времена њихове урне пренете су и сахрањене на париском гробљу у српској парцели.
Милица Ђурић-Топаловић била је стални сарадник „Просвете” у Београду, стални сарадник часописа Тежак, као и секретар Педагошког друштва и председница Југословенске секције Лиге жена за мир и слободу. Сарађивала је у многим листовима пре рата у југословенским, а после рата са многим емигрантском листовима, али и у листовима земаља у којима је живела. Написала је већи број књига.
У иностранству Милица је је учествовала у оснивању Центра слободних синдиката у изгнанству и Социјалистичке уније за средњу и источну Европу. Изабрана је за секретара Комитета жена социјалиста у изгнанству.

## Породичне прилике
Родитељи су јој били пореклом од најстаријих београдских фамилија, богатих и већином на високим друштвеним положајима. Отац Јанићије Ђурић, био је заменик члана Врачарског кварта, а студирао је државне науке у Минхену. Мати Јелена завршила је Вишу женску школу и била је питомица краљице Наталије Обреновић.
Деда Александар Ђурић, био је председник Апелационог суда у Београду. Прадеда по оцу, Јанићије Ђурић, био је секретар код Карађорђа за време Првог српског устанка, затим војвода на Дрини, а потом емигрант у Русији. Био је пуковник у руској војсци и носилац Георгијевског крста, а затим и државни саветник у Србији.
Деда по мајци, Стефан Стефановић Тенка, био је председник Министарског савета и Министар просвете. Деда по мајци био је Јован Ђурић, био је војвода у Српском устанку у Херцеговини и Босни (1875-1878), а заим емигрант у Београду и био је управник царине. Јован је студирао у Цариграду правне науке и језике, где му је стриц био велики везир, .